# Вимиозу (район)
Вимиозу (порт. Vimioso) — район (фрегезия) в Португалии, входит в округ Браганса. Является составной частью муниципалитета Вимиозу. По старому административному делению входил в провинцию Траз-уж-Монтиш и Алту-Дору. Входит в экономико-статистический субрегион Алту-Траз-уш-Монтеш, который входит в Северный регион. Население составляет 1208 человек на 2001 год. Занимает площадь 54,91 км².